# Персидский, Николай Алексеевич
Николай Алексеевич Персидский (1819 —1882/1883) — российский чиновник Министерства путей сообщения; тайный советник.

## Биография
Родился 22 февраля (6 марта) 1819 года в семье А. И. Персидского.
В июне 1840 года, сразу по окончании курса в Императорском училище правоведения (1-й выпуск), был определён младшим помощником секретаря в канцелярию 4-го Департамента Правительствующего сената, в 1841 году стал секретарём. Был переведён младшим секретарём в Синод 20 августа 1847 года; в 1853 году стал старшим секретарём и даже временно исполнял обязанности обер-секретаря Св. Синода.
В 1856 году был определён чиновником особых поручений в Главное управление путей сообщения и публичных зданий; за отличное усердие и особенные труды в 1859 году получил перстень с вензелевым изображением Высочайшего имени и осенью того же года был назначен вице-директором Департамента хозяйственных дел в Министерстве путей сообщения; 23 апреля 1861 года был произведён в действительные статские советники. В 1865 году, при преобразовании ряда частей Министерства путей сообщения из военного в гражданское, был назначен исправляющим должность его юрисконсульта. В этой должности много работал в комиссии по пересмотру «Устава Путей сообщения». В 1871 году был назначен сверхштатным, а в 1878 году — штатным членом Совета Министерства путей сообщения. С 8 апреля 1873 года имел чин тайного советника.
Был награждён орденами: Св. Владимира 3-й ст. (1863), Св. Станислава 1-й ст. (1870), Св. Анны 2-й ст. с императорской короной (1857) 1-й ст. (1876).
Умер в Санкт-Петербурге 27 декабря 1882 (8 января 1883) года и был похоронен на кладбище Новодевичьего монастыря.